# Lordomyrma reticulata
Lordomyrma reticulata is een mierensoort uit de onderfamilie van de Myrmicinae. De wetenschappelijke naam van de soort is voor het eerst geldig gepubliceerd in 2008 door Lucky & Sarnat.